# Flyff
Flyff (abreviatura de Fly for Fun) és un videojoc de rol massiu de fantasia de la companyia de desenvolupament coreana Gala Lab (abans Aeonsoft i nFlavor).
Flyff està allotjat a 13 països i 10 idiomes i té més de 30 milions de comptes registrats.

## Desenvolupament
El desembre de 2002, Aeonsoft va desenvolupar el primer prototip provisional del joc, anomenat Clockworks Ltd. El setembre de 2003, la companyia va canviar el nom del joc a Flyff, i va començar la seva primera beta tancada a Corea. El juliol de 2004, va guanyar el premi Joc del mes del Ministeri de Cultura, Esports i Turisme de Corea. Durant l'any següent, es va llançar a tres països més: Xina, Taiwan i Tailàndia. L'octubre de 2005, els EUA van rebre la beta tancada, que va funcionar durant un mes abans que Flyff es llançava comercialment al desembre.

## Distincions
El joc va rebre un premi per part del ministre de cultura sud coreà el juny del 2004.